# (26663) 2000 XK47
(26663) 2000 XK47 est un astéroïde Apollon potentiellement dangereux découvert en 2000.

## Description
(26663) 2000 XK47 a été découvert le 15 décembre 2000 à l'observatoire Magdalena Ridge, situé dans le comté de Socorro, au Nouveau-Mexique (États-Unis), par le projet Lincoln Near-Earth Asteroid Research (LINEAR).

### Caractéristiques orbitales
L'orbite de cet astéroïde est caractérisée par un demi-grand axe de 1,55 UA, un périhélie de 0,82 UA, une excentricité de 0,47 et une inclinaison de 13,54° par rapport à l'écliptique. Du fait de ces caractéristiques, à savoir un demi-grand axe supérieur à 1 UA et un périhélie inférieur à 1,017 UA, il est classé comme astéroïde Apollon. Il est en outre considéré comme un objet potentiellement dangereux, car sa distance minimale à l'orbite terrestre est inférieure à 0,05 UA et son diamètre est d'au moins 150 mètres

### Caractéristiques physiques
(26663) 2000 XK47 a une magnitude absolue (H) de 18,1 et un albédo estimé à 0,096.